# Gare de Rémelfing
La gare de Rémelfing est une gare ferroviaire française de la ligne de Mommenheim à Sarreguemines, située sur le territoire de la commune de Rémelfing, dans le département de la Moselle, en région Grand Est.
Mise en service en 1895 par la Direction générale impériale des chemins de fer d'Alsace-Lorraine, la gare est fermée à tout trafic depuis 2018.

## Situation ferroviaire
Établie à 208 mètres d'altitude, la gare de Rémelfing est située au point kilométrique (PK) 72,003 de la ligne de Mommenheim à Sarreguemines (section à voie unique), entre les gares de Sarreinsming (fermée) et de Sarreguemines.
Elle se trouve à la limite de l'ancienne gare de triage à proximité de Sarreguemines et disposait d'un unique quai en îlot, avec un escalier entre les piles du passage routier sous les voies.

## Histoire
La Lorraine est allemande, lorsque la station de Rémelfing est mise en service le 1er octobre 1895 par la Direction générale impériale des chemins de fer d'Alsace-Lorraine (en allemand : Kaiserliche Generaldirektion der Eisenbahnen in Elsaß-Lothringen (EL)) qui ouvre le même jour à l'exploitation la ligne de Kalhausen à Sarreguemines.
La desserte ferroviaire de cette halte a été interrompue en décembre 2018, et remplacée par une substitution routière (autocars effectuant la liaison TER Grand Est Sarreguemines – Sarre-Union).